# Chiesa di San Martino alla Palma
La chiesa di San Martino alla Palma si trova nel comune di Scandicci.

## Storia e descrizione
Un primo oratorio, legato ad una "curtis in loco et fundo Palme" dovette sorgere, forse già nel IX secolo, su un diverticolo dell'antica via Pisana che si congiungeva con la via Francigena: il toponimo, infatti, è correlato con la dedicazione a San Martino di Tours protettore dei viandanti, e potrebbe sottintendere un legame con il pellegrinaggio, dato che palmieri erano detti coloro che tornavano dalla Terra santa, perché portavano un ramo di palma benedetto. Successivamente, nel X secolo, passò ai Marchesi di Tuscia che nel 988 la donano a prete Guberto, custode della chiesa di S. Salvatore nel piviere di S. Giuliano a Settimo, la futura ed attuale Badia a Settimo, prima cluniacense, poi cistercense, abbazia alla quale la chiesa fu sempre legata, come testimonia anche un'iscrizione del 1292 presente sotto il portico esterno. La chiesa ha avuto un primo ampliamento nel XIII secolo ed un secondo nel XV secolo, che le hanno dato la forma attuale, insieme alla veste tardobarocca ricevuta negli anni 1777-79. Nel 1836 viene aggiunto un organo a canne costruito da Antonio Ducci. La chiesa è stata restaurata e consolidata tra 1964 e 1968.
L'edificio è preceduto da un ampio portico cinquecentesco, che gira anche sul fianco sinistro; l'interno, a navata unica e privo di transetto, conserva il menzionato aspetto tardo barocco degli anni settanta del Settecento che introdusse le volte ornate di stucchi e degli affreschi: nella seconda campata sono raffigurati San Martino dona il mantello ad un povero, in alto tra nubi, Cristo fra Cherubini e nei pennacchi le quattro Virtù Cardinali, mentre nella scarsella è un Paradiso con Angeli. 
Nella navata sono i due altari aggiunti nel primo Seicento. Su quello di destra è una Presentazione al Tempio mentre su quello di sinistra è la famosa tavola della Madonna col Bambino in trono fra angeli attribuita ad un maestro dell'entourage di Bernardo Daddi, il cosiddetto Maestro di San Martino alla Palma (XIV secolo). La diffusa iconografia della Maestà comprende anche due gruppi di devoti ad attestare come la tavola fosse stata commissionata da una Compagnia che aveva sede accanto alla chiesa, dedicata alla Vergine, poi detta "delle Laudi" e infine di Santa Maria Assunta. 
All'altare maggiore, di nobili forme secentesche, con timpano curvilineo, è invece il Miracolo di San Martino di Tours di Anastagio Fontebuoni, entrambi del 1620 circa. Nel presbiterio, a sinistra, è anche una terracotta invetriata con l'Adorazione della Vergine della bottega di Andrea della Robbia, databile intorno al 1475.
In sagrestia è anche una tavola con l'Assunta con i santi Giovanni Battista, Martino vescovo, Sebastiano e Benedetto di Ridolfo del Ghirlandaio e Michele Tosini, databile al 1542-45 circa, anch'essa voluta dai confratelli della Compagnia summenzionata, come si vede dalla presenza delle due figure incappuciate davanti al sepolcro colmo di rose.

## Priori di San Martino alla Palma
XIX secolo:
- Lorenzo Viliani ( 1856- ?),
- Pietro Campolmi ( 1868 - 1876),
- Angiolo Bertini (1876- 1888),
- Francesco del Riccio (1888- 1893),
- sede vacante dal 1893 al 1927.

XX secolo:
- Luigi Cipriani (1927-1928),
- Romano Rastelli (1930- 1954),

.....
- Gastone Quattrini (1º ottobre 1960- 22 marzo 2002).

XXI secolo:
- Lelio Guidotti (amministratore generale dal 10 aprile 2002),
- Brunetto Fioravanti (amministratore generale dal 15 ottobre 2006),
- Simone Pifizzi (amministratore generale dal 14 settembre 2007)